# Costillas flotantes
Las costillas flotantes son cuatro costillas atípicas (dos pares, dos de cada hemisferio del tórax) situadas en la parte más baja de la caja torácica humana. Se llaman así porque están unidas solamente a las vértebras dorsales, pero no al esternón. A algunas personas les falta uno de los dos pares, mientras que otras tienen un tercer par. La mayor parte de las personas, sin embargo, posee dos pares.

## Costillas
Son los huesos que conforman el armazón de la caja torácica. Las costillas son huesos alargados que se unen por un extremo, de par en par, a las llamadas vértebras torácicas y por el otro extremo al hueso alargado llamado esternón. En esencia, el tórax lo conforman solo siete de los doce pares disponibles en el cuerpo humano, debido a que solo éstas se unen al esternón formando una cavidad en la que se hallan los pulmones y el corazón. A las restantes se les llama costillas falsas, pues no se unen directamente en el esternón, sino que se adhieren por un medio cartilaginoso de la séptima costilla.

## Galería

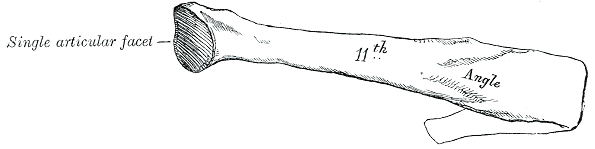
Undécima costilla
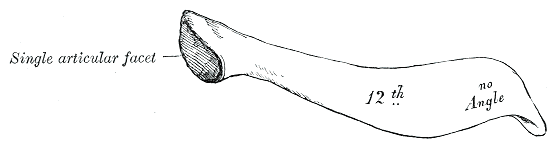
Duodécima costilla